# ダーウィン空襲
ダーウィン空襲 (英語: Bombing of Darwin)、別名ダーウィンの戦い (英語: Battle of Darwin)は、第二次世界大戦中の1942年2月19日、日本海軍がオーストラリア本土に対して行った最初にして最大規模の空襲。オーストラリア史上で最大規模の他国勢力による攻撃である。
計242機の日本軍機が2回に分けてダーウィン湾の市街地、艦船そして市街地付近に建設された2つの飛行場を攻撃した。攻撃は日本軍のティモール、ジャワ島侵攻を阻止しようとする連合国軍がダーウィンの飛行場を基地とするのを妨害する目的で行われた。 
ダーウィンは攻撃の規模に比べると防備が軽く、日本軍はほとんど損害を被らずに連合国に重大な被害を与えた。ダーウィンの都市部も空襲により被害を受け、非戦闘員の死者も多数出た。攻撃の直後に、ダーウィンの非軍属市民の半分以上が完全に街を離れた。この時に日本軍が行った2回の空襲は、1942年から43年にかけて100回以上日本がオーストラリア軍に対して行った空襲のうち、一番早く、かつ大規模に行われたものであった。

## 空襲まで
1942年1月24日、第二航空戦隊はアンボン空襲を行なった。この後、第二航空戦隊司令官山口多聞少将は、攻略目標を攻撃するより敵の増援兵力の集中点を攻撃するほうがよいとしてポートダーウィン攻撃を提案。これは取り入れられ、クーパン攻略の前にポートダーウィン空襲が実施されることとなった。
機動部隊（第一航空戦隊、第二航空戦隊他）は2月15日にパラオから出撃した。

## 空襲

### 空襲第一波
2月19日午前8時45分、第一航空艦隊の航空母艦「赤城」、「加賀」、「蒼龍」、「飛龍」から、淵田美津夫中佐指揮のもと水平爆撃隊81機、急降下爆撃隊71機、戦闘機隊36機の計188機からなる攻撃隊が発艦した。
ダーウィンへ飛行中、戦闘機隊がアメリカ海軍のPBYカタリナ飛行艇を撃墜、さらにメルヴィル島に駐機していたアメリカ陸軍航空軍のC-47スカイトレインに機銃掃射をかけた。
午前9時35分、バサースト島のセイクリッド・ハート・ミッションの活動家兼オーストラリアの沿岸監視員を務めていたマクグラス神父は、上空で多数の航空機が南方へ飛行していることをダーウィンの合同無線ラジオ局にペダル式無線で通報した。通報は午前9時37分に王立オーストラリア空軍(RAAF) 司令部へ中継された。 しかし、空軍司令部ではこの通報を悪天候でダーウィンへ引き返す途中のアメリカ陸軍航空軍のP-40戦闘機10機だと誤認したため、空襲直前までダーウィンで空襲警報が鳴らされることはなかった。

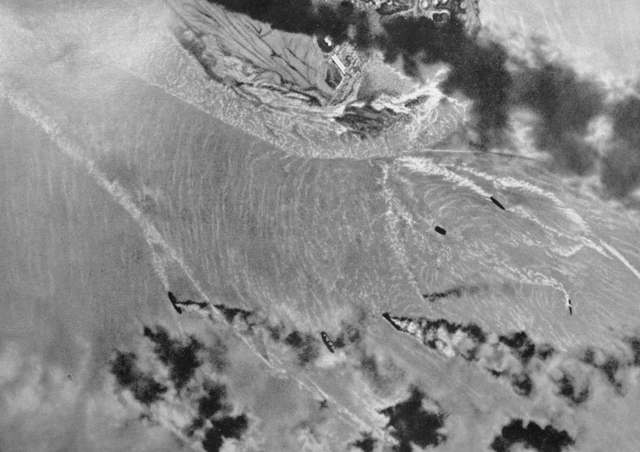
第一波攻撃隊から撮影されたダーウィン湾で炎上する在泊艦船

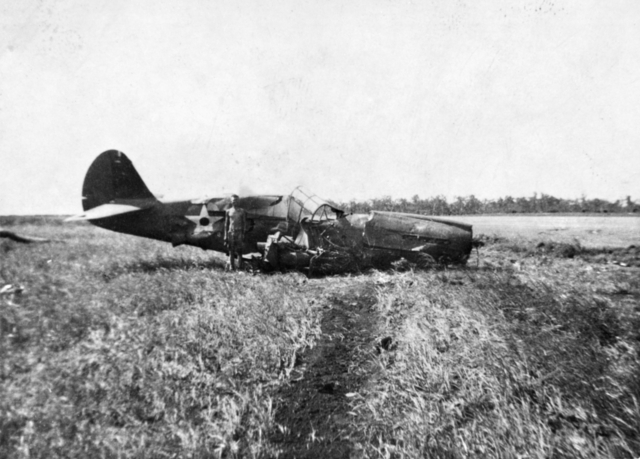
撃墜されたP-40戦闘機

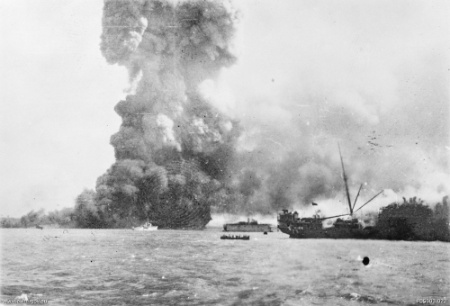
商船「ネプチューナ」はストークスヒル埠頭で爆発した。爆発の前方に見えるのは救助作業中だった哨戒艇「ヴィジラント」。背景中央に見えるのは浮きドックに停泊していたコルベット「カトゥーバ」。手前に見えるのは損傷した貨客船「ジーランディア」。

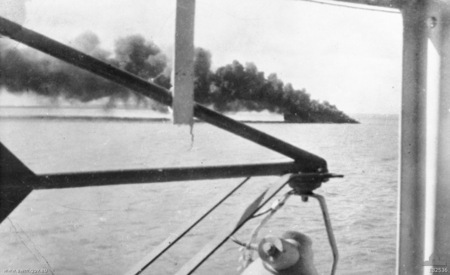
沈んでゆく駆逐艦「ピアリー」

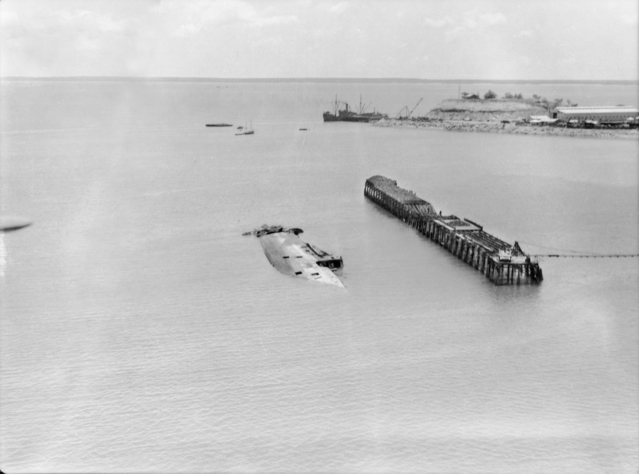
空襲直後のダーウィン湾で撮影された写真。沈没船（商船「ネプチューナ」）と全焼した波止場が確認できる。

午前9時58分、攻撃隊がダーウィン上空に到達した。最初の攻撃目標として掃海艇ガンバーが機銃掃射を受けた。ほぼ同時刻、市街地の空襲警報がようやく発令されたと同時にダーウィン湾の在泊艦船に向けて攻撃隊が急降下爆撃および水平爆撃を開始した。約30分間の攻撃によって駆逐艦「ピアリー」、哨戒艇「マヴィ」、輸送艦「メイグス」、香港商船「ネプチューナ」、貨客船「ジーランディア」、貨物船「マウナ・ロア」、油槽船「ブリティッシュ・モータリスト」、油槽船「カラリー」と石炭貯蔵用ハルクである「ケラット」など軍艦3隻と商船6隻が沈没し、その他10隻が大破した。また、少なくとも埠頭の作業員21名が戦死している。
ダーウィンのオーストラリア空軍基地のP-40戦闘機は1機を除いて全て空中で撃墜されるか、駐機中に攻撃を受けて破壊された。攻撃隊は民間の基地と市街地、市街地に設置されていた兵舎と石油貯蔵施設への爆撃と銃掃射を行い、すべてが甚大な被害を負った。
攻撃隊は午前10時10分にダーウィンの空域を離脱し始めた。攻撃隊が航空母艦へ帰投中、フィリピン軍所属の貨物船「フローレンスD」と「ドン・イシドロ」が港の沖に停泊しているのを発見した。この情報が同日午後の第二次攻撃を決行するきっかけとなった。
攻撃隊の損失は被撃墜4機と搭乗員2名戦死だったとされている。その他4機は被弾しながらも無事に帰艦した。九九式艦上爆撃機(製造番号 3304、尾翼識別 AII-254)に搭乗していた鶴勝義飛曹長と内門武蔵一飛曹は王立オーストラリア空軍基地付近に墜落し戦死した。豊島一三飛曹(別名南忠男)は搭乗していた零式艦上戦闘機を(製造番号 b.n.5349、尾翼識別 BII-124)メルヴィル島に不時着させた後に捕虜となった。急降下爆撃隊の山田丈二飛曹他2名は乗機の着水後、付近の日本軍艦船に救助された。 また、2013年になって対空砲火により車輪が故障していた九七式艦上攻撃機の搭乗員2人(身元不明)が着水後、日本の駆逐艦谷風によって救助されたという記録が発見された。
連合軍の対空砲火は比較的激しく、損傷を受けた日本機のうち2機を除くすべてが対空砲火による損害だと言われている。ロバート・オエストレイチャー中尉が搭乗していたP-40戦闘機が唯一空襲第一波の攻撃を生き残った。彼はアメリカ及び日本側の資料から、2機の九九式艦爆の内1機を撃墜、もう１機に損傷を与えたとされている。豊島の零戦は、オーストラリア陸軍第19大隊所属のトム・ラムとレン・オシェアの工兵2人の銃撃で撃墜されたと考えられている 。多くの航空歴史家は、鶴飛曹長と内門一飛曹搭乗の九九式艦爆はネリーにあったオーストラリア軍兵舎からの対空砲火によって撃墜されたと考えている 。

### 空襲第二波
続いて基地航空隊による攻撃が行われた。午前11時58分、九六式陸上攻撃機27機、一式陸上攻撃機27機で編成された攻撃隊 計54機がダーウィン上空に到達、その直後に市街地でも空襲警報が発令された。攻撃隊は編隊を二手に分け、高度18,000フィート（5,500メートル)を飛行していた。片方の編隊が北東からダーウィン上空に侵入し、もう片方は南西からダーウィンの王立オーストラリア空軍基地上空に侵入した。2つの編隊は同時に基地上空に到達し、一斉に爆撃を開始した。攻撃隊は爆撃後すぐに旋回し、残りの爆弾を基地に投下して計2回の攻撃を行った。オーストラリア軍の高射砲部隊が迎撃したものの、電気ヒューズの欠陥により日本機に被害を与えることができなかった。 攻撃隊は午後12時20分にダーウィンの空域を離脱した。
空襲第二波による死傷者は少なかったものの、王立オーストラリア空軍基地に大打撃を与えた。基地に駐機していたハドソン軽爆撃機が6機破壊され、他の同機1機とワイラウェイ戦闘爆撃機1機が飛行不能に陥った。アメリカ合衆国軍のP-40戦闘機2機とB-24爆撃機1機もまた破壊されている。オーストラリア空軍兵士6名が戦死した。トム・ルイスとピーター・イングマンは著書に航空機30機が被害を受けたと記している。
日本軍は2月19日午後に、貨物船「フローレンスD」と「ドン・イシドロ」を攻撃するために少数の九九式艦爆からなる攻撃隊を発艦させた。「ドン・イシドロ」は2隻の内最初の攻撃目標とされ、まもなくメルヴィル島から北40キロメートル（25マイル）の海域で撃沈された。船員84名の内11名が戦死した。「フローレンスD」も爆撃されてバサースト島付近で撃沈され乗組員4名が戦死した。 2月20日「ドン・イシドロ」の生存者はコルベット「ウォーナンブール」によって救助された。2月23日、「フローレンスD」の生存者数人はがサースト島か、またはルヴィル島に自力で漂着し、同じ頃残りの生存者も「ウォーナンブール」によって救助された。「フローレンスD」の生存者の中には、トーマス・モーラー少尉 (後のアメリカ統合参謀本部議長)が操縦していたアメリカ海軍PBYカタリナ飛行艇に救助された者もいた。
戦闘機の機銃掃射及び爆撃機の至近弾を受けて装甲を損傷した貨物船「アドミラル・ハルステッド」はダーウィンの埠頭に運ばれ、アメリカ陸軍の兵員とその生存者、そしてフィリピンの艦船が同艦のドラム缶14,000缶分の航空燃料の荷下ろし作業を行った。

## 安倍晋三による慰霊
2018年11月16日、安倍晋三内閣総理大臣はダーウィンを訪問。スコット・モリソン豪首相とともに慰霊碑に献花し、亡くなった250人以上を追悼した。地元紙は関連記事を多数掲載して好意的に報じており、地元紙『ノーザンテリトリーニューズ』は、安倍晋三とモリソンがダーウィン空襲の犠牲者を含む戦没者を慰霊する碑を訪れ、献花した際の写真を「州のライジングサン（夜明け）」の見出しとともに掲載し、別記事では「このすばらしい、歴史的な安倍首相の訪問で、日豪の友好の絆がさらに強まったことをうれしく思う」とする地元交流団体のコメントを掲載し、歴史家の「われわれは決して忘れないが、許すことができる」との寄稿を添えた。
2020年8月28日、モリソンは、安倍晋三が内閣総理大臣を辞任する意向であることを表明したことを受けて、「私が首相として最も心を動かされた体験のひとつが、ダーウィンにおける慰霊碑への献花である。安倍首相と並んで立ち、オーストラリアの戦没者に敬意を表すると共に、両国が現在共有する忠誠と友情の絆を示し合った。これは、両国が時間をかけて歩んできた長い旅路の象徴的な一歩であった」という声明を発表した。